# Maxim și minim

Maxime și minime locale și globale pentru funcția

În analiza matematică, maximele și minimele (pluralele respective ale  maxim și minim) ale unei funcții, cunoscute împreună drept puncte extreme (pluralul de la punct extrem), sunt cea mai mare și cea mai mică valoare a funcției, fie în cadrul unui interval (extremul local sau relativ), sau pe întregul domeniu al unei funcții (extremul global sau absolut). Pierre de Fermat a fost unul dintre primii matematicieni care în lucrarea sa, Methodus ad disquirendam maximam et minimam (în română O metodă pentru obținerea maximelor și minimelor) a propus o tehnică generală pentru găsirea maximelor și minimelor funcțiilor.
Așa cum este definit în teoria mulțimilor, maximul și minimul unei mulțimi sunt cel mai mare, respectiv cel mai mic element al mulțimii. Mulțimile infinite nemărginite, cum ar fi mulțimea numerelor reale, nu au minim sau maxim.

## Definiție
O funcție reală f definită pe domeniul X are un maxim global la x∗ dacă {\displaystyle f'(x^{\star }\geq f(x)} pentru orice x din X. Similar, funcția are un minim global la x∗ dacă {\displaystyle f'(x^{\star }\leq f(x)} pentru orice x din X. Valoarea funcției în maxim este notată {\displaystyle \max(f(x))}, iar valoare în mimim este notată {\displaystyle \min(f(x)).} Simbolic:
{\displaystyle x_{0}\in X} este maximul global al {\displaystyle f:X\to \mathbb {R} ,} dacă {\displaystyle (\forall x\in X)\,f(x_{0})\geq f(x).}
Definiția minimului global este similară.
Dacă domeniul X este un spațiu metric, atunci se spune că f are un maxim local (relativ) în punctul x∗ dacă există o distanță ε > 0 astfel încât {\displaystyle f(x^{\star })\geq f(x)} pentru orice x din X aflat până la distanța ε de x∗. Similar, funcția are un minim local în x∗ dacă {\displaystyle f(x^{\star })\leq f(x)} pentru orice x din X aflat până la distanța ε de x∗. La fel se definesc extremele dacă X este un spațiu topologic deoarece definiția anterioară poate fi reformulată în termeni de vecinătate. Matematic, definiția se scrie:
Fie {\displaystyle (X,d_{X})} un spațiu metric și funcția {\displaystyle f:X\to \mathbb {R} }. Atunci {\displaystyle x_{0}\in X} este un maxim al funcției f dacă {\displaystyle (\exists \varepsilon >0)} astfel încât {\displaystyle (\forall x\in X)\,d_{X}(x,x_{0})<\varepsilon \implies f(x_{0})\geq f(x).}
Definiția unui minim local este similară.
Atât în cazurile globale, cât și în cele locale se poate defini noțiunea de extrem strict. De exemplu, x∗ este un punct de maxim global strict dacă pentru orice x din X cu {\displaystyle x\neq x^{\star }} există {\displaystyle f(x^{\star })>f(x),} iar x∗ este un punct de maxim local strict dacă există ε > 0 astfel încât pentru orice x din X aflat până la distanța ε de x∗ cu {\displaystyle x\neq x^{\star }} există {\displaystyle f(x^{\star })>f(x).} De reținut că un punct este un punct de maxim global strict dacă și numai dacă este punctul unic de maxim global, și similar pentru punctele de minim.
O funcție continuă reală cu un domeniu compact are întotdeauna un punct maxim și un punct minim. Un exemplu important este o funcție al cărei domeniu este un interval închis și mărginit de numere reale (a se vedea graficul de mai sus).

## Determinare
Determinarea maximelor și minimelor globale este scopul optimizării matematice. Dacă o funcție este continuă într-un interval închis, atunci prin teorema valorilor extreme, există maxime și minime globale. În plus, un maxim global (sau minim) fie trebuie să fie un maxim local (sau minim) în interiorul domeniului, fie trebuie să se afle la limita domeniului. Deci, o metodă de a determina un maxim global (sau minim) este de a examina toate maximele (sau minime) locale din interior și, de asemenea, de a examina maximele (sau minimele) punctelor de la limită și de a-l lua pe cel mai mare (respectiv pe cel mai mic).
Probabil cea mai importantă caracteristică a funcțiilor continue reale de variabilă reală este că ele scad înainte de minimele locale și cresc după aceea, (similar cresc, apoi scad, pentru maxime). (Formal, dacă f este o funcție continuă reală de variabilă reală x, atunci x0 este un minim local dacă și numai dacă {\displaystyle a<x_{0}<b} asfel încât f scade pe (a, x0) și crește pe (x0, b)) O consecință directă a acestui fapt este teorema lui Fermat, care afirmă că extremele locale trebuie să apară în punctele critice (sau puncte în care funcția nu este derivabilă).
Pentru funcțiile definite pe porțiuni se determină maximele (sau minimele) fiecărei porțiuni separat și de ia cel mai mare (respectiv cel mai mic).
Determinarea maximelor și minimelor este importantă pentru trasarea graficului funcției.

## Exemple

Maximul global al funcției √x este la x = e

Metoda obișnuită de localizare și caracterizare a maximelor și minimelor este examinarea derivatelor funcției.
| Funcția                                                          | Maxime și minime |
| ---------------------------------------------------------------- | --- |
| {\displaystyle x^{2}}                                            | Un singur minim, global, la x = 0. |
| {\displaystyle x^{3}}                                            | Nu există minime sau maxime globale. Prima derivată, (3x2) este 0 la x = 0, unde este un punct de inflexiune (derivata a doua este 0 în acest punct).                                                              |
| {\displaystyle {\sqrt[{x}]{x}}}                                  | Un singur maxim, global, la x = e. (v. figura) |
| {\displaystyle x^{-x}}                                           | Un singur maxim, global, pe numerele reale pozitive la x = 1/e. |
| {\displaystyle {\frac {x^{3}}{3}}-x}                             | Prima derivată, x2 − 1, și a doua 2x. Soluțiile primei derivate dau un maxim local la x = –1 și un minim local la x = 1. Această funcție nu are maxim sau minim global.                                            |
| {\displaystyle \|x\|}                                            | Minimul global din x = 0 nu se poate obține cu ajutorul derivatei deoarece funcția nu este derivabilă în x = 0. |
| {\displaystyle \cos(x)}                                          | Un număr infinit de maxime globale la 0, ±2{\displaystyle \pi }, ±4{\displaystyle \pi }, ..., și un număr infinit de minime globale la ±{\displaystyle \pi }, ±3{\displaystyle \pi }, ±5{\displaystyle \pi }, .... |
| {\displaystyle 2\cos(x)-x}                                       | Un număr infinit de maxime și minime locale, dar nici un maxim sau minim global. |
| {\displaystyle {\frac {\cos(3\pi x)}{x}}} definită pe [0,1, 1,1] | Maximul global la x = 0,1 (limita domeniului), minimul global lângă x = 0,3, maximul local lângă x = 0,6 și minimul local lângă x = 1.0. (v. figura de la începutul paginii)                                       |
| {\displaystyle x^{3}+3x^{2}-2x+1} definită pe [−4, 2]            | Maximul local la x = −1−√15/3, minimul local la x = −1+√15/3, maximul global la x = 2 și minimul global la x = −4.                                                                                                 |

## Funcții de mai multe variabile

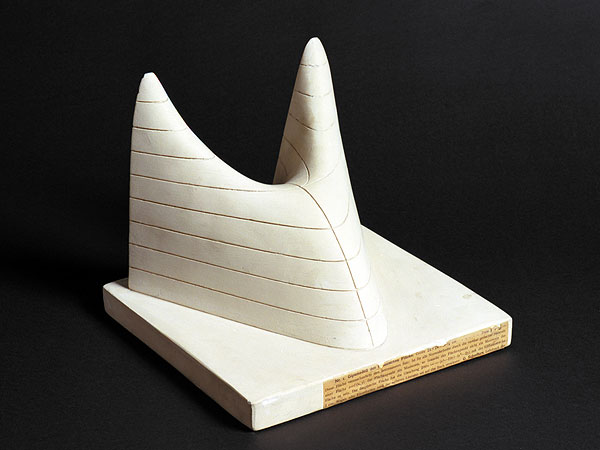
Suprafață Peano, un contraexamplu la unele criterii privind extremele locale în secolul al XIX-lea

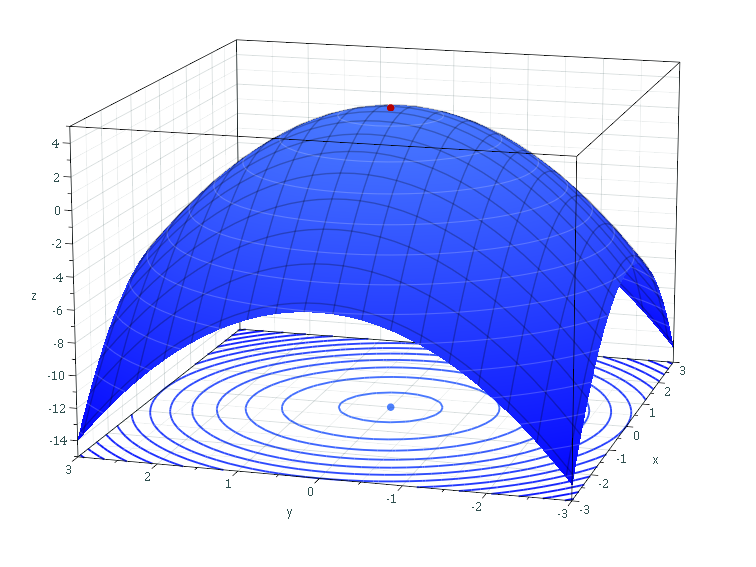
Maximul global este punctul din vârf

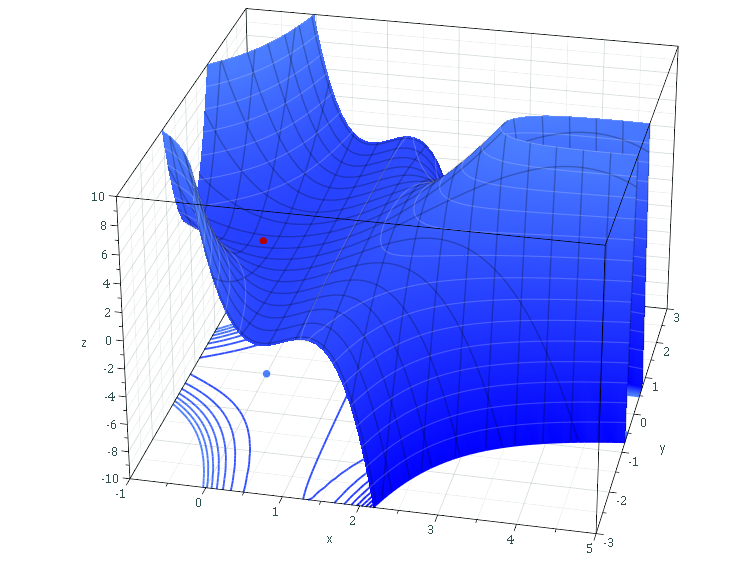
Contraexemplu: punctul roșu indică un minim local care nu este și global

La funcțiile de mai multe variabile, se aplică considerații similare. De exemplu, în figura din dreapta, condițiile necesare pentru un maxim local sunt similare cu cele ale unei funcții cu o singură variabilă. Primele derivate parțiale referitoare la z (variabila care trebuie maximizată) sunt zero la maxim (punctul roșu din figura de sus). A doua derivată parțială este negativă. Acestea sunt condiții necesare, dar insuficiente pentru un maxim local, din cauza posibilității existenței unui punct șa. Pentru a utiliza aceste condiții pentru a obține maximul, funcția z trebuie să fie și derivabilă pe tot domeniul. semnul celei de a doua derivate parțiale poate ajuta la clasificarea punctului ca fiind un maxim local sau un minim local. Prin contrast, există diferențe substanțiale între funcțiile de o variabilă și funcțiile de mai multe variabile la identificarea extremelor globale. De exemplu, dacă o funcție derivabilă mărginită f definită pe un interval real închis are un singur punct critic, care este un minim local, atunci este și un minim global (folosind teorema valorii intermediare și teorema lui Rolle pentru a demonstra acest lucru prin reducere la absurd). În două și mai multe dimensiuni, acest argument eșuează. Acest lucru este ilustrat de funcția
{\displaystyle f(x,y)=x^{2}+y^{2}(1-x)^{3},\qquad x,y\in \mathbb {R} ,}
al cărui singur punct critic este la (0,0), care este un minim local cu f(0,0) = 0. Însă acesta nu poate fi un minim global deoarece f (2,3) = −5.